# Грег, Марион
Марион Этел Грег (англ. Marion Ethel Greig; род. 22 февраля 1954, Хадсон, Нью-Йорк) — американская гребчиха, выступавшая за сборную США по академической гребле в середине 1970-х годов. Бронзовая призёрка летних Олимпийских игр в Монреале, победительница и призёрка регат национального значения.

## Биография
Марион Грег родилась 22 февраля 1954 года в городе Хадсон, штат Нью-Йорк. Детство провела в Ред-Хук, штат Нью-Йорк.
Занималась академической греблей во время обучения в Корнеллском университете, который окончила в 1976 году. Состояла в университетской гребной команде «Корнелл Биг Ред» из города Итака, неоднократно принимала участие в различных студенческих регатах.
Дебютировала на взрослом международном уровне в сезоне 1975 года, в это время впервые попала в главную гребную команду США и выступила на чемпионате мира в Ноттингеме, где в программе парных рулевых четвёрок заняла пятое место.
Наибольшего успеха в своей спортивной карьере добилась в 1976 году, когда вошла в основной состав американской национальной сборной и благодаря череде удачных выступлений удостоилась права защищать честь страны на летних Олимпийских играх 1976 года в Монреале. Совместно с партнёршами по сборной Линн Силлиман, Энн Уорнер, Кэри Грейвз, Джеки Зок, Маргарет Маккарти, Гейл Рикетсон, Кэрол Браун и Анитой Дефранц финишировала в распашных рулевых восьмёрках третьей позади экипажей из Западной Германии и Советского Союза, получив тем самым бронзовую олимпийскую медаль.
После монреальской Олимпиады Грег больше не показывала сколько-нибудь значимых результатов на международной арене.
Завершив спортивную карьеру, в 1980-х годах некоторое время работала техником электронного оборудования на флоте.